# 16779 Mittelman
16779 Mittelman este o planetă minoră (asteroid), cu un diametru de 5,392 km, din centura de asteroizi. A fost descoperită pe 30 noiembrie 1996 la Sudbury⁠(d) de Dennis di Cicco⁠(d). 
Obiectul prezintă o orbită caracterizată de o semiaxă mare de 2,6876282 UAi, o excentricitate de 0,2, o înclinație de 11,94932 ° în raport cu ecliptica.